# Gibberella macrolopha
Gibberella macrolopha är en svampart som först beskrevs av Hans Sydow, och fick sitt nu gällande namn av Dingley 1952. Gibberella macrolopha ingår i släktet Gibberella och familjen Nectriaceae.   Inga underarter finns listade i Catalogue of Life.